# Mexikói labdarúgókupa
A mexikói labdarúgókupa (spanyolul Copa México vagy Copa MX) Mexikó legrégebbi ma is megrendezett országos labdarúgótornája. 1907-től 1943-ig amatőr rendszerben működött, 1943-tól 1997-ig már professzionálisban, de ekkor megszűnt és csak 2012-ben indult újra. 2013-tól kezdve az idény két kupagyőztese egy nagydöntőt játszik egymással, a győztes kijut a Libertadores-kupára. Ez a nagydöntő 2014-től a mexikói labdarúgó-szuperkupa, azaz a Supercopa MX.

## Lebonyolítás
Az évente kétszer megrendezett kupában (az év első felében a Clausura, második felében az Apertura tornát rendezik) az első és a másodosztályú bajnokság csapatai szerepelnek, kivéve az Apertura szezonban a másodosztály friss feljutója és az előző két félév első osztályú bajnoki döntőjébe jutott csapatai, a Clausura szezonban a másodosztály 4 leggyengébb csapata és a nemzetközi kupákban szereplő első osztályú csapatok. Ezek a kivételek a kupa presztízsét jelentősen csökkentik.
A csapatokat 6 vagy 7 négyes csoportba osztják (mindegyikben két első és két másodosztályú csapattal, kivéve, ha nem egyenlő a számuk), ezekben mindenki mindenkivel oda-visszavágós alapon játszik, három körben 2–2 meccset játszva egymással. A győzelem 3 pontot ér, a döntetlen egyet, de egy pluszpont jár a párharc győztesének is (döntetlen esetén az idegenben lőtt több gól számít, ha az is egyenlő, senki sem kap pluszpontot). A csoportgyőztesek és a legjobb egy vagy két második helyezett jut be a negyeddöntőbe, ahonnan kezdve egyenes kieséses rendszerben dől el, ki lesz a kupagyőztes. Ebben a szakaszban nincsenek oda-visszavágók, csak egyetlen mérkőzés, annak a csapatnak az otthonában, mely a csoportkörök eredményei alapján készülő összesített táblázatban előrébb végzett. Ha a rendes játékidőben döntetlen az állás, azonnal büntetőpárbaj következik.

## A kupa győztesei évek szerint

### Copa Tower (1907–1919)
| Év      | Bajnok            | Döntő eredménye | Ezüstérmes |
| ------- | ----------------- | --------------- | ---------- |
| 1907–08 | Pachuca           | 4–0             | Reforma    |
| 1908–09 | Reforma AC        | 3–2             | México FC  |
| 1909–10 | Reforma           | 3–1             | Asturias   |
| 1910–11 | British Club      | 2–1             | España     |
| 1911–12 | Pachuca           | 4–0             | Reforma    |
| 1912–13 | Nem rendezték meg |                 |            |
| 1913–14 | México FC         | 3–0             | Asturias   |
| 1914–15 | España            | 4–2             | Asturias   |
| 1915–16 | Rovers            | 3–1             | España     |
| 1916–17 | España            | 5–1             | México FC  |
| 1917–18 | España            | 3–1             | Pachuca    |
| 1918–19 | España            | 3–0             | Asturias   |

### Copa Eliminatoria (1919–1932)
| Év      | Bajnok            | Döntő eredménye | Ezüstérmes  |
| ------- | ----------------- | --------------- | ----------- |
| 1919–20 | Nem rendezték meg |                 |             |
| 1920–21 | México FC         | 4–2             | Pachuca     |
| 1921–22 | Asturias          | 4–1             | España      |
| 1922–23 | Asturias          | 3–0             | Real España |
| 1923–24 | Asturias          | 5–3             | Reforma     |
| 1924–25 | Necaxa            | 3–2             | Asturias    |
| 1925–26 | Necaxa            | 4–2             | España      |
| 1926–32 | Nem rendezték meg |                 |             |

### Copa México (1932–1943), amatőr korszak
| Év      | Bajnok            | Döntő eredménye | Ezüstérmes  |
| ------- | ----------------- | --------------- | ----------- |
| 1932–33 | Necaxa            | 3–1             | Germania    |
| 1933–34 | Asturias          | 4–1             | América     |
| 1934–35 | Nem rendezték meg |                 |             |
| 1935–36 | Necaxa            | 2–1             | Asturias    |
| 1936–37 | Asturias          | 5–3             | América     |
| 1937–38 | América           | 3–1             | Real España |
| 1938–39 | Asturias          | 4–3             | Real España |
| 1939–40 | Asturias          | 1–0             | Necaxa      |
| 1940–41 | Asturias          | 4–2             | Necaxa      |
| 1941–42 | Atlante           | 3–0             | Asturias    |
| 1942–43 | Moctezuma         | 3–1             | América     |

### Copa México (1943–1997), professzionális korszak
| Év      | Bajnok                     | Döntő eredménye | Ezüstérmes                 | A bajnokcsapat edzője  |
| ------- | -------------------------- | --------------- | -------------------------- | ---------------------- |
| 1943–44 | España                     | 6–2             | Atlante                    | Rodolfo Muñoz          |
| 1944–45 | Puebla                     | 6–4             | América                    | Eduardo Morilla        |
| 1945–46 | Atlas                      | 5–4             | Atlante                    | Eduardo Valdatti       |
| 1946–47 | Moctezuma                  | 4–3             | Oro                        | Julio Kaiser           |
| 1947–48 | Veracruz                   | 3–1             | Guadalajara                | Joaquín Urquiaga       |
| 1948–49 | León                       | 3–0             | Atlante                    | José María Casullo     |
| 1949–50 | Atlas                      | 3–1             | Veracruz                   | Eduardo Valdatti       |
| 1950–51 | Atlante                    | 1–0             | Guadalajara                | Octavio Vial           |
| 1951–52 | Atlante                    | 2–0             | Puebla                     | Gregorio Blasco        |
| 1952–53 | Puebla                     | 4–1             | León                       | Isidro Langara         |
| 1953–54 | América                    | 1–1 (3–2)       | Guadalajara                | Octavio Vial           |
| 1954–55 | América                    | 1–0             | Guadalajara                | Octavio Vial           |
| 1955–56 | Toluca                     | 2–1             | Irapuato                   | Fernando Marcos        |
| 1956–57 | Zacatepec                  | 2–1             | León                       | Ignacio Trelles        |
| 1957–58 | León                       | 5–2             | Zacatepec                  | Antonio López Herranz  |
| 1958–59 | Zacatepec                  | 2–1             | León                       | Ignacio Trelles        |
| 1959–60 | Necaxa                     | 2–2 (10–9)      | Tampico                    | Donald Ross            |
| 1960–61 | Tampico                    | 1–0             | Toluca                     | Nicolás Palma          |
| 1961–62 | Atlas                      | 3–3 és 1–0      | Tampico                    | José Carlos Bauer      |
| 1962–63 | Guadalajara                | 2–1             | Atlante                    | Javier de la Torre     |
| 1963–64 | América                    | 1–1 (5–4)       | Monterrey                  | Alejandro Scopelli     |
| 1964–65 | América                    | 4–0             | Morelia                    | Alejandro Scopelli     |
| 1965–66 | Necaxa                     | 3–3 és 1–0      | León                       | Miguel Marin           |
| 1966–67 | León                       | 2–1             | Guadalajara                | Luis Grill             |
| 1967–68 | Atlas                      | 2–1             | Veracruz                   | Javier Novello         |
| 1968–69 | Cruz Azul                  | 2–1             | Monterrey                  | Raúl Cárdenas          |
| 1969–70 | Guadalajara                | 3–2 és 2–1      | Torreón                    | Javier de la Torre     |
| 1970–71 | León                       | 0–0 (10–9)      | Zacatepec                  | Antonio Carbajal       |
| 1971–72 | León                       | csoportkörben   | Puebla                     | Antonio Carbajal       |
| 1973–74 | América                    | 2–1 és 1–1      | Cruz Azul                  | José Antonio Roca      |
| 1974–75 | Pumas UNAM                 | csoportkörben   | Universidad de Guadalajara | Fekete Árpád           |
| 1975–76 | Tigres                     | 2–0 és 1–2      | América                    | Claudio Lostanau       |
| 1987–88 | Puebla                     | 0–0 és 1–1      | Cruz Azul                  | Hugo Fernández         |
| 1988–89 | Toluca                     | 2–0 és 1–1      | Universidad de Guadalajara | Héctor Sanabria        |
| 1989–90 | Puebla                     | 4–1 és 0–2      | Tigres                     | Manuel Lapuente        |
| 1990–91 | Universidad de Guadalajara | 1–0 és 0–0      | América                    | Alberto Guerra         |
| 1991–92 | Monterrey                  | 4–2             | Cobras                     | Miguel Mejia Barón     |
| 1994–95 | Necaxa                     | 2–0             | Veracruz                   | Manuel Lapuente        |
| 1995–96 | Tigres                     | 1–1 és 1–0      | Atlas                      | Víctor Manuel Vucetich |
| 1996–97 | Cruz Azul                  | 2–0             | Toros Neza                 | Víctor Manuel Vucetich |

### Copa MX (2012–)
| Év            | Bajnok           | Döntő eredménye | Ezüstérmes   | A bajnokcsapat edzője     |
| ------------- | ---------------- | --------------- | ------------ | ------------------------- |
| Apertura 2012 | Dorados          | 2–2 (5–4)       | Correcaminos | Francisco Ramírez         |
| Clausura 2013 | Cruz Azul        | 0–0 (4–2)       | Atlante      | Guillermo Vázquez Herrera |
| Apertura 2013 | Monarcas Morelia | 3–3 (6–4)       | Atlas        | Carlos Bustos             |
| Clausura 2014 | Tigres           | 3–0             | Alebrijes    | Ricardo Ferretti          |
| Apertura 2014 | Santos Laguna    | 2–2 (6–4)       | Puebla       | Pedro Caixinha            |
| Clausura 2015 | Puebla           | 4–2             | Guadalajara  | José Guadalupe Cruz       |
| Apertura 2015 | Guadalajara      | 1–0             | León         | Matías Almeyda            |
| Clausura 2016 | Veracruz         | 4–1             | Necaxa       | Carlos Reinoso            |
| Apertura 2016 | Querétaro        | 0–0 (3–2)       | Guadalajara  | Víctor Manuel Vucetich    |
| Clausura 2017 | Guadalajara      | 0–0 (3–1)       | Morelia      | Matías Almeyda            |
| Apertura 2017 | Monterrey        | 1–0             | Pachuca      | Antonio Mohamed           |
| Clausura 2018 | Necaxa           | 1–0             | Toluca       | Ignacio Ambriz            |
| Apertura 2018 | Cruz Azul        | 2–0             | Monterrey    | Pedro Caixinha            |
| Clausura 2019 | América          | 1–0             | Juárez       | Miguel Herrera            |
| 2019–2020     | Monterrey        | 1–0 és 1–1      | Tijuana      | Antonio Mohamed           |

## A kupa győztesei győzelmek száma szerint

### Amatőr korszak
| Csapat       | Amatőr bajnoki címek |
| ------------ | -------------------- |
| Asturias     | 8                    |
| España       | 4                    |
| Necaxa       | 4                    |
| Pachuca      | 2                    |
| Reforma      | 2                    |
| México FC    | 2                    |
| British Club | 1                    |
| Rovers       | 1                    |
| América      | 1                    |
| Atlante      | 1                    |
| Moctezuma    | 1                    |

### Professzionális korszak
| Csapat                      | Győzelmek száma | Ezüstérmek száma |
| --------------------------- | --------------- | ---------------- |
| América                     | 6               | 3                |
| León                        | 5               | 5                |
| Puebla                      | 5               | 3                |
| Guadalajara                 | 4               | 7                |
| Cruz Azul                   | 4               | 2                |
| Atlas                       | 4               | 2                |
| Necaxa                      | 4               | 1                |
| Monterrey                   | 3               | 3                |
| Tigres de la UANL           | 3               | 1                |
| Atlante                     | 2               | 5                |
| Tiburones Rojos de Veracruz | 2               | 3                |
| Zacatepec                   | 2               | 2                |
| Toluca                      | 2               | 2                |
| Tampico                     | 1               | 2                |
| Universidad de Guadalajara  | 1               | 2                |
| Monarcas Morelia            | 1               | 2                |
| Santos Laguna               | 1               | 0                |
| Real España                 | 1               | 0                |
| Moctezuma de Orizaba        | 1               | 0                |
| Pumas de la UNAM            | 1               | 0                |
| Dorados de Sinaloa          | 1               | 0                |
| Querétaro                   | 1               | 0                |
| Pachuca                     | 0               | 1                |
| Oro de Jalisco              | 0               | 1                |
| Irapuato                    | 0               | 1                |
| Torreón                     | 0               | 1                |
| Cobras de Ciudad Juárez     | 0               | 1                |
| Toros Neza                  | 0               | 1                |
| Correcaminos                | 0               | 1                |
| Alebrijes de Oaxaca         | 0               | 1                |
| FC Juárez                   | 0               | 1                |